# Блажо Лисичић
Блажо Лисичић (Подгорица, 22. август 1972) је бивши југословенски рукометаш. Са репрезентацијом Југославије је освојио две бронзане медаље на Светским првенствима 1999. у Египту и 2001. у Француској. У својој каријери играо је за Ловћен, Пролетер, Црвену звезду, Партизан, Позобланко, Нидервирцбах, Дутенхофен, Загреб.